# Lyall Watson
Lyall Watson (Johannesburgo, 12 de abril de 1939-Gympie, 25 de junio de 2008) fue un botánico, zoólogo, biólogo, antropólogo, etólogo sudafricano, autor de muchos libros de nueva era, de los cuales uno de los más populares es el superventas Supernature.
Lyall Watson trató de dar sentido natural y sobrenatural a los fenómenos biológicos.
Se le atribuye haber publicado por primera vez el término «efecto del centésimo mono»― en su libro Lifetide (de 1979).

## Biografía
Malcolm Lyall Watson nació en Johannesburgo (Sudáfrica). Tuvo una temprana fascinación por la naturaleza en el monte circundante, el aprendizaje a partir de zulú y !Kung (llamados despectivamente «bosquimanos»). Watson asistió a la escuela en Rondebosch Boys’ High School (en Ciudad del Cabo), y completó sus estudios en 1955. En 1956 se matriculó en la Universidad de Witwatersrand, donde obtuvo títulos en botánica y zoología. Consiguió una beca para aprender paleontología con Raymond Dart. 
Más tarde realizó estudios antropológicos en Alemania y Países Bajos. Más tarde obtuvo títulos en geología, química, biología marina, ecología y antropología. Realizó un doctorado en etología en la Universidad de Londres, con Desmond Morris. También trabajó en la BBC escribiendo y produciendo documentales sobre la naturaleza. En esta época acortó su nombre a Lyall Watson. Se desempeñó como director del Zoológico de Johannesburgo, líder de expediciones a varios lugares del planeta, y comisionado para la Comisión Ballenera Internacional en las islas Seychelles. A finales de los años ochenta presentó la cobertura del Canal 4 a torneos de sumo.
Estuvo casado tres veces.
Sus dos primeros matrimonios terminaron en divorcio, y su tercera esposa falleció en 2003.
Fue el mayor de tres hermanos, uno de los cuales (Andrew) vivía en la localidad australiana de Gympie (en el estado de Queensland). Fue durante su visita a su hermano Andrew que falleció el 25 de junio de 2008

## Carrera
Empezó a escribir su primer libro, Omnivore a principios de los años sesenta mientras estudiaba bajo la supervisión de Desmond Morris. Escribió más de otros 20 libros.